# Tommy Rich (wrestler)
Thomas Richardson, noto con lo pseudonimo Tommy Rich (Hendersonville, 26 luglio 1956), è un wrestler statunitense.

## Carriera

### Georgia
Durante gli anni ottanta, ha alternato il suo tempo tra Tennessee, Georgia e i territori dell'Alabama nella NWA. Ha vinto decine di titoli regionali NWA durante questo periodo. È conosciuto come una delle star originali degli spettacoli wrestling TBS degli anni settanta e ottanta. Le suefeud con "Mad Dog" Buzz Sawyer, Ole Anderson, Ivan Koloff, i The Fabulous Freebirds e tutti gli altri heels che arrivano dal territorio georgiano hanno reso ricco una delle più famose stelle di wrestling del periodo.
Il 27 aprile 1981, ad Augusta, ha vinto il campionato mondiale dei pesi massimi NWA. Ha perso il titolo quattro giorni dopo, a favore di Harley Race a Marietta.
Ha avuto un feud nella Georgia Championship Wrestling con "Mad Dog" Buzz Sawyer per il NWA Georgia National Title. Il feud è durato quasi due anni, culminando nell'ultima battaglia di Atlanta, nel 1983, vedendo Sawyer e Rich uno contro l'altro in un "last man standing" cage match. Sawyer e Rich hanno provato a formare una squadra per un breve periodo di tempo dopo il feud, con il nome "Road Warriors". Rich ha avuto poi un Feud con Ted DiBiase, la quale li hanno visti contrapposti in un "loser leaves wrestling" match che Rich ha perso. Così, Rich ha messo una maschera e tornò come Mr. R. DiBiase ha insistito sul fatto che Mr R. era davvero ricco, ma dopo averlo smascherato, scopre che in realtà era un rookie Brad Armstrong. In tutta la confusione, Armstrong attaccò Dibiase per diventare NWA National Champion.

### Memphis
Rich poi è tornato nella zona di Memphis, dove ha formato una squadra con "Hot Stuff" Eddie Gilbert conosciuto come "Fargo's Fabulous Ones". I precedenti Fabulous One, Steve Keirn e Stan Lane, uscirono dal territorio. Hanno mantenuto i titoli AWA Southern Tag Team nel 1984, poi li hanno ceduti a Phil Hickerson e The Spoiler (Frank Morrell). Dopo la perdita dei titoli, Gilbert si è trasformato in heel.
Dopo essere passato nel Southeast Championship Wrestling, torna nuovamente nella zona di Memphis nel 1987 e contribuirà a una delle più grandi feud nella storia del wrestling. La feud tra Austin Idol e Jerry Lawler andò avanti per oltre un anno. Rich si nascose sotto il ring durante l'intera manifestazione, per emergere poi nel cage match, facendo perdere Lawler per perdere la partita e i suoi capelli, che ha portato alla trasformazione di Rich a heel. In seguito Bill Dundee si unisce al feud, schierandosi dalla parte di Lawler, vincendo assieme un tag team scaffold match e Paul E. Dangerously, manager di Rich e Idol, si ruppe un braccio cercando di scappare e cadendo rovinosamente. Da lì, Rich è passato all'AWA ritornando per l'ennesima volta face, coinvolgendo Adrian Adonis e Kevin Kelly; in un evento memorabile che ha avuto luogo durante l'ESPN's Championship AWA Wrestling. Rich e Kelly si sono scontrati in una sfida arm-wrestling challenge, e Sherri Martel, manager di Kelly, ha interferito in nome del suo pupillo, portando a una vendetta di Rich, strappandole i vestiti e lasciandola in biancheria intima.

### World Championship Wrestling (1989-1992)
Nel 1989, Rich tornò in Georgia. Il World Championship Wrestling, acquistato da Ted Turner alla fine del 1988, e Rich diventò parte di una serie di lottatori veterani che entrò nella promozione durante questo periodo. In un primo momento fu chiamato "ex campione del mondo NWA", ma fu presto relegato a stato di midcard. La spinta ricevuta da grandi nomi come Ricky Steamboat e Terry Funk e giovani talenti come Brian Pillman e The Great Muta, colpì molti wrestler professionisti come Rich, The Iron Sheik e Wild Bill Irwin. Rich avrebbe montato una sfida senza successo al campione americano NWA Lex Luger. Ha avuto anche un match contro Harley Race a The Great American Bash nel luglio del 1990. Nel 1991, in un altro tentativo di rilanciare la sua carriera, si è unito ad Alexandra York entrando nella sua fazione York Foundation, cambiando il suo ring name in Thomas Rich . Collaborò con gli altri membri della stable come Terrence Taylor e Ricky Morton per vincere i titoli WCW Six-Man. Dopo che la "York Foundation" si sciolse all'inizio del 1992, Rich venne relegato come lower card.

### Circuito indipendente (1992-1996)
Dal 1992 al 1996 ha lottato per la USWA, la American Wrestling Federation e la Smoky Mountain Wrestling per lo più come heel. Alcuni dei suoi notevoli partner di team di tag negli USWA erano Doug Gilbert e Gorgeous George III. Nel 1995, ha tentato di riconquistare il titolo NWA da Dan Severn, ma senza riuscirci. In SMW, era parte della milizia di Jim Cornette, dove era il tenente maggiore. Dopo che la SMW fallì, Rich tornò nella NWA

### Extreme Championship Wrestling (1997-1999)
Debutta nell'ECW nel gennaio 1997. Nello stesso anno, è diventato il leader del tag team The Full Blooded Italians, adottando il soprannome "The Big Don" e la gimmick di caporegime. Rich lottava e gestiva anche i Full Blooded Italians. Ha lasciato l'ECW nel 1999.

### Circuito indipendente (1999-2015)
Dopo aver lasciato l'ECW, Rich ha partecipato a promozioni indipendenti, nonché ad eventi e riunioni. Oltre a lottare sugli eventi che è apparso a firme autografe e convention leggende.
Il 2 luglio 2011 Rich è stato coinvolto in un incontro nel backstage con il wrestler JP Magnum in un evento live TCW a Graysville, perdendola ma sconfiggendo Keith Hart più tardi.
Il 6 novembre del 2015 a Hanover, ha collaborato con "The Rebel" Tom Scroggins, per affrontare la squadra di Big N' Tasty nell'evento NWA-Supreme Three Generations of Excellence con un altro campione del mondo NWA, Rob Conway e Johnny Justice.
Il 15 dicembre 2015 Rich ha collaborato con Bobby Fulton, Rob Kincaid e Dallas Davison per affrontare e battere Robert Applewhite, Steven Jones, Wade Castle e Vladimir Alexander al Rose City Championship Wrestling a Richmond in Indiana.

## Vita privata
Richardson è sposato con Terri, e hanno 3 figlie.

## Personaggio

### Mosse finali
- DDT
- Sitout suplex slam
- Lou Thesz Press

### Manager
- Paul Adams
- Big Business Brown
- Billy the P
- Jim Cornette
- Paul E. Dangerously
- Robert Fuller
- Eddie Gilbert
- Jimmy Hart[6]
- Rockin' Robin
- Rico Suave
- Miss Alexandra York

### Soprannomi
- "The Big Don"
- "Wildfire"
- "Hellfire"

## Titoli e riconoscimenti
- All-Star Championship Wrestling
  - ACW Southern Heavyweight Championship (1)
- American Wrestling Federation
  - AWF Tag Team Championship (1) - con Greg Valentine[7]
- Cajun Wrestling Federation
  - CWF Heavyweight Championship (1)[8]
- Cleveland All-Pro Wrestling
  - CAPW North American Tag Team Championship (1) - con K.C. Blood[8]
- Deep South Wrestling
  - Deep South Heavyweight Championship (1)
- Georgia Championship Wrestling
  - NWA Georgia Heavyweight Championship (3)[9]
  - NWA Georgia Tag Team Championship (7) - con Tony Atlas (1), Rick Martel (1), Stan Hansen (2), Thunderbolt Patterson (1), Wahoo McDaniel (1), e The Crusher (1)[10]
  - NWA Georgia Television Championship (1)[11]
  - NWA Macon Heavyweight Championship (1)[12]
  - NWA National Heavyweight Championship (3)[13]
  - NWA World Heavyweight Championship (1)[14]
- International Wrestling Alliance
  - IWA Southern Heavyweight Championship (1)[8]
- National Wrestling Alliance
  - NWA Hall of Fame (2008)
- National Wrestling Conference
  - NWC Heavyweight Championship (1)[8]
- NWA Mid-America / Continental Wrestling Association
  - AWA Southern Heavyweight Championship (2)[15]
  - AWA Southern Tag Team Championship (4) - con Bill Dundee (2), Eddie Gilbert (1), e Dutch Mantel (1)[16]
  - CWA International Heavyweight Championship (1)[17]
  - CWA World Tag Team Championship (2) - con Bill Dundee (1) e Jerry "The King" Lawler (1)[18]
  - NWA Mid-America Heavyweight Championship (2)[19]
  - NWA Six-Man Tag Team Championship (2) - con Tojo Yamamoto e George Gulas[20]
  - NWA Southern Heavyweight Championship (Memphis version) (2)[15]
  - NWA United States Tag Team Championship (Mid-America version) (1) – con Tojo Yamamoto[21][22]
- Première Wrestling Federation
  - PWF Universal Heavyweight Championship (1)[23]
- Professional Wrestling Hall of Fame
  - Classe del 2021 - Modern Era
- Pro Wrestling Illustrated
  - PWI Most Improved Wrestler of the Year (1979)
  - PWI Most Popular Wrestler of the Year (1981)
  - PWI Rookie of the Year (1978)
  - 117º nella lista dei 500 migliori wrestler singoli nei "PWI Years" del 2003[24]
- Smoky Mountain Wrestling
  - SMW Heavyweight Championship (1)[25]
- Southeastern Championship Wrestling
  - NWA Southeast Continental Heavyweight Championship (1)[26]
  - NWA Southeastern Tag Team Championship (Northern Division) (3) - con Bill Dundee (1), Johnny Rich (1), e Steve Armstrong (1)[27]
- Southern Championship Wrestling (Jerry Blackwell)
  - SCW Heavyweight Championship (1)[8]
  - SCW Tag Team Championship (3) - con Ted Oates, Steve Pritchard e Joey Maggs[8]
- Tennessee All-Star Wrestling
  - TASW Heavyweight Championship (1)[8]
  - TCW Tennessee Championship Wrestling: TCW Heavyweight Championship (1)
- United States Wrestling Association
  - USWA Heavyweight Championship (4)[28]
  - USWA World Tag Team Championship (4) - con Doug Gilbert[29]
- World Championship Wrestling
  - WCW World Six-Man Tag Team Championship (2) - con Ricky Morton & The Junkyard Dog (1) e Richard Morton & Terrence Taylor (1)[30]
- Wrestling Observer Newsletter
  - Feud of the Year (1987) con Austin Idol vs. Jerry Lawler
- Xtreme Intense Championship Wrestling 
  - XICW Heavyweight Championship (1)